# نادر ادیب سمیعی
نادر ادیب سمیعی (۱۲۹۵–۱۳۹۶) نماینده لنگرود در دوره‌های ۲۱ و ۲۲ مجلس شورای ملی و مجلس مؤسسان سوم و نماینده لاهیجان در دوره ۲۳ مجلس شورای ملی بود.

## خانواده و تحصیلات
نادر سمیعی فرزند میرزا ربیع خان مالک، در سال ۱۲۹۵ در رشت به دنیا آمد. او پس از انجام تحصیلات ابتدائی و متوسطه به تهران رفته و در رشته حقوق قضائی از دانشگاه تهران فارغ‌التحصیل شد. سپس به آمریکا رفته و در رشته مدیریت بانکداری و امور تعاونی تحصیلات تکمیلی خود را انتها رسانید.

## فعالیتهای سیاسی - اداری
سمعین در بازگشت به ایران به استخدام بانک کشاورزی درآمده و ریاست شعب بانک کشاورزی در تفرش و محلات و فومن و .. را بر عهده می‌گیرد. وی سپس به سمت ریاست تعاونی استان گیلان نیز منصوب می‌شود.
ادیب سمیعی در دوره‌های ۲۱ و ۲۲ از سوی مردم لنگرود به عنوان نماینده مجلس شورای ملی انتخاب می‌شود ولی در دوره ۲۲ حوزه نمایندگی خود را به حوزه لاهیجان تغییر می‌دهد و از سوی مردم لاهیجان به مجلس شورای ملی راه می‌یابد. وی از اعضای حزب ایران نوین بود. 

وی در سال ۱۳۴۵به عنوان عضو هیئت نظارت بر اندوخته و چاپ اسکناس انتخاب شد. ادیب سمیعی در مجلس مؤسسان سوم به عنوان نماینده مردم لنگرود در مجلس حاضر می‌شود.
سمیعی به زبان‌های انگلیسی و فرانسه تسلط داشت و در سال ۱۳۹۶ در تهران درگذشت.